# Coeloplana duboscqui
Coeloplana duboscqui är en kammanetart som beskrevs av Dawydoff 1930. Coeloplana duboscqui ingår i släktet Coeloplana och familjen Coeloplanidae. Inga underarter finns listade i Catalogue of Life.